# Biomphalaria barthi
Biomphalaria barthi је пуж из реда Hygrophila и фамилије Planorbidae.

## Угроженост
Ова врста је крајње угрожена и у великој опасности од изумирања.

## Распрострањење
Ареал врсте је ограничен на једну државу. 
Етиопија је једино познато природно станиште врсте.

## Станиште
Станиште врсте су слатководна подручја.